# Дуглас (остров)
Дуглас (англ. Douglas Island) — приливный остров в составе архипелага Александра, вблизи юго-восточного побережья штата Аляска, США.
Расположен к западу от города Джуно, от которого отделён узким проливом Гастино, и к востоку от крупного острова Адмиралти. Соединён с Джуно мостом Джуно-Дуглас. Во время отлива остров соединяется с материком узким перешейком в его северной оконечности. Площадь острова составляет 199,24 км², что делает его 67-м крупнейшим островом США. Население по данным переписи 2000 года составляет 5297 человек.
Остров был назван Джорджем Ванкувером в честь Епископа Солсберийского Джона Дугласа.